# Volo Régional 7775
Il volo Régional 7775 è stato un volo di linea dall'aeroporto di Pau-Pyrénées all'aeroporto di Parigi-Charles de Gaulle, in Francia. Il 25 gennaio 2007, il Fokker F100 operante il volo subì un incidente poco dopo il decollo. Il volo era operato dalla filiale regionale di Air France Régional. Tutti i passeggeri sopravvissero all'incidente, ma una persona a terra rimase uccisa. Un'indagine del BEA stabilì che la causa dell'incidente era da attribuirsi al ghiaccio sulle ali dell'aereo e a un'eccessiva rotazione in condizioni atmosferiche particolari durante il decollo.

## L'aereo
Il velivolo coinvolto nell'incidente era un Fokker F100 con numero di serie 11362 e immatricolazione F-GMPG. Effettuò il suo primo volo nell'ottobre 1991. Fu inizialmente consegnato a TAT European Airlines e successivamente operato da Air Liberté. Venne noleggiato ad Air Corsica e poi a Régional nel 2005.

## L'incidente
Il giorno dell'incidente, l'aereo aveva già effettuato un volo da Parigi Charles de Gaulle ed era atterrato a Pau alle 10:37. 50 passeggeri e 4 membri dell'equipaggio si imbarcarono sul volo di ritorno sulla stessa tratta. L'apparecchio venne autorizzato a decollare dalla pista 13 alle 11:25.
Dopo il decollo, l'aereo si inclinò inizialmente di 35 gradi a sinistra, poi di 67 gradi a destra e di nuovo di 59 gradi a sinistra. A seguito delle manovre, l'aereo cadde sulla pista da un'altezza di 32 metri e si rialzò. Ad una velocità di 160 nodi (300 km/h), il comandante decise di interrompere il decollo. Il Fokker toccò di nuovo terra. L'aereo proseguì per 300 metri oltre la pista, sfondò la recinzione dell'aeroporto e attraversò una strada di campagna. Il carrello di atterraggio principale sinistro squarciò la cabina di un camion Volvo, uccidendo l'autista. Il velivolo poi scivolò attraverso un campo, provocando la rottura di entrambi i carrelli di atterraggio principali.
La macchina rimase danneggiata a tal punto da rendere antieconomica un'eventuale riparazione. Anche il camion andò distrutto. 

## Le indagini
Il Bureau d'Enquêtes et d'Analyses pour la sécurité de l'aviation civile condusse un'indagine sull'incidente e rilevò che la causa era stata una considerevole quantità di ghiaccio presente sulle ali. L'inchiesta stabilì che il comandante aveva sollevato il Fokker con un angolo d'attacco maggiore del necessario durante la rotazione di decollo e aveva sottovalutato le condizioni atmosferiche. Il rapporto concludeva che, sebbene l'angolo d'attacco scelto non avrebbe convenzionalmente portato a uno stallo, il ghiaccio sulle ali aveva creato una maggiore resistenza aerodinamica e non era stato effettuato lo sghiacciamento dell'aeromobile prima del decollo. Sebbene entrambi i piloti avessero osservato degli uccelli in prossimità della pista, non furono trovate prove di bird strike.